# Ванкувър (Вашингтон)
Вижте пояснителната страница за други значения на Ванкувър.
Ванкувър (на английски: Vancouver) е град в щата Вашингтон, САЩ. Ванкувър е с население от 157 493 жители (2005) и обща площ от 119,50 км² (46,10 мили²). Градът не трябва да се бърка с по-известния си съименник Ванкувър в Канада, който се намира на 491 км (305 мили) на север от този Ванкувър. Както и канадският град и американският Ванкувър е кръстен на Джордж Ванкувър, британски капитан, изследвал района. Също така във Ванкувър има улица кръстена на Валерий Павлович Чкалов, съветски летец Герой на Съветския съюз, който е прелетял от Москва до Ванкувър през 1937 г. без да каца никъде по трасето.

## Побратимени градове
- Арекипа (Перу)